# Фрегезия
Приход (также община или фрегезия; порт. freguesia — по сути, то же, что порт. paróquia civil, дословно — «гражданский приход») — низшая административная единица Португалии. Сейчас насчитывается 4261 община. 
Органами власти в общине являются:
- Законодательный орган — Ассамблея (порт. assembleia de freguesia), состоящая из членов, избираемых населением общины (ст. 245[1]) и полномочный принимать, как сказано в Конституции, «обязывающие решения»[2].
- Исполнительный орган местного самоуправления — Общинный совет (Жунта[2], Управа; порт. junta de freguesia; ст. 246[1]), избираемая ассамблеей в составе президента и вогалов (мн.ч. порт. vogais; ср. рус. гласные).

Слово «freguesia» до административной реформы 1835 года было синонимом порт. paróquia («церковный приход»). В современном значении оно, кроме административной единицы (гражданский приход, или община), также обозначает совокупность всех жителей на соответствующей территории. 
Носители русского языка, проживающие в Португалии, используют термин «фрегезия» для обозначения района внутри населённого пункта либо района, являющегося самостоятельным населённым пунктом или их группой. В последнем случае это может быть объединённая фрегезия двух соседних небольших городов или деревень. Производный термин «Жунта де фрегезия» используется носителями русского языка точно так же как и португальцами, для обозначения учреждения местной администрации уровня района города, села или деревни. 
В отношении передачи freguesia на русский язык можно отметить следующие варианты:
- община — термин, используемый в значении низшей административной единицы в отношении многих государств, в случае Португалии применяется в качестве универсального понятия;
- приход[2][4][5] — наиболее часто встречающийся в отношении Португалии термин;
- фрегезия[6][7][8] — термин, представляющий собой практическую транскрипцию порт. freguesia, может быть удобен исследователям, владеющим португальским языком.